# Ailiichthys punctata
Ailiichthys punctata — тропічний вид риб ряду сомоподібні, родина Ailiidae, єдиний представник роду Ailiichthys.

## Опис
Тіло видовжене, профіль черева вигнутий. Рот нижній. 4 пари добре розвинених вусів. Жировий плавець крихітний, розташований над останньою чвертю анального плавця. Черевні плавці відсутні. Максимальна довжина 10,1 см.
Забарвлення сріблясте, верхня поверхня голови майже чорна, біля основи хвостового плавця є велика пляма.

## Поширення
Вид поширений в Пакистані (Пенджаб, Сінд) та Індії (ймовірно, обмежується басейном Джамни та Гангу).

## Спосіб життя
Прісноводний донний вид риб. Нерест парний, ікру не охороняють.

## Рибальство
Дрібний вид, який не становить інтересу для рибальства.